# 東久留米市
東久留米市（ひがしくるめし）は、東京都の多摩地域北部に位置する市。
1970年（昭和45年）東京都22番目の市として市制施行。人口（2023年10月1日）は約11万5千人。

## 地理
都心から約25キロ離れた武蔵野台地の中央部にある。市西端の小平霊園（さいかち窪）を水源とする黒目川と、市中心部を水源とする落合川が市内の中心部を流れ、市の東端で合流する。土地全体は西から東へかけゆるく傾斜しており、この傾斜断面から湧水が豊富に湧き出す。そのため一部湧水は水道水の原水になっている。北は野火止用水（別名：伊豆殿堀）で清瀬市、埼玉県新座市と境を隔てる。ひばりが丘・東久留米・八幡・滝山・久留米西団地など大規模団地が多く、これらの地域では高齢化の進行が著しい地区が見られる。市全体では高齢化率は28.5%となっている（2020年4月1日住民基本台帳）。
2010年国勢調査によれば、東京都特別区部への通勤率は33.2%である。

### 隣接している自治体
- 北東 - 埼玉県新座市
- 北 - 清瀬市
- 西 - 東村山市
- 南 - 小平市
- 南東 - 西東京市

## 歴史
東久留米市の縄文時代以前の遺跡は、1936年（昭和11年）自由学園の運動場拡張工事中に縄文時代中期の遺跡が発見されるなど、戦前期から発見されていたが、1950年代後半以降の高度経済成長期から、とりわけ1970年代後半の急速な都市化の進展に伴う発掘調査の結果、多くの遺跡が確認され、縄文時代以前の東久留米の様子が明らかになってきた
東久留米市が位置している武蔵野台地は、厚い関東ローム層に覆われていて水が乏しい。しかし台地中に勾配が急に緩やかになる場所があり、急勾配を流れてきた地中を流れる地下水の流れが、勾配の変化によって堰き止められる形となるため、湧水群が成立することになる。先史時代の東久留米において、人々が住むようになったのはそのような湧水群の周辺であった。
東久留米市の遺跡の特徴として、旧石器時代から縄文時代にかけての遺跡が多く、弥生時代以降の遺跡が少ないという特徴がある、これは湧水群という水に恵まれた環境に加えて、武蔵野台地上に落葉広葉樹林、常緑広葉樹林が広がり、ドングリ、トチ、クルミや、それらを食べているシカやイノシシなどの生物資源に恵まれ、縄文時代以前の東久留米は、採取狩猟生活に適した環境であったことによる。
東久留米市内で確認されている中で最古の旧石器時代の遺跡は、約3万年前の下里本邑遺跡と神明山遺跡である、約1万8000年前になると10以上の遺跡が確認されており、また大規模な集落が営まれていたことが確認されている。東久留米市近隣でも新座市や朝霞市にも旧石器時代の遺跡は分布しているものの、東久留米市の遺跡数が最も多い。これは黒目川の最上流部にあたる東久留米は湧水量が豊富で、居住に適していたためと考えられている。しかし旧石器時代の最末期は遺跡が激減していることが確認されている。
縄文時代草創期、前時代に続いて遺跡数が少ない状態が続いていたが、早期以降、前期、中期と遺跡数が増加していく。特に関東地方から中部地方にかけて遺跡数が激増した縄文時代中期、遺跡数は激増し、遺跡の規模も大型化する。しかし気候の寒冷化による生活環境の悪化と、中期の急激な人口増に伴う人口圧の結果、後期から晩期にかけて著しい人口減少が発生して遺跡数も激減する
。特に縄文時代晩期の遺物は東久留米市内ではほとんど確認されていない。
弥生時代に入っても、東久留米市内では遺跡の分布が極めて薄く、しかも規模も小さい。これは湧水群が水場である武蔵野台地奥部の東久留米は、水田に適した低湿地が少なかったためであると考えられている。そして古墳時代の遺跡はこれまで東久留米市内では確認されていない。下里本邑遺跡では奈良時代の可能性がある竪穴建物跡が検出されていて、向山遺跡からは平安時代のものと考えられる竪穴建物跡が確認されている。そして新山遺跡は平安時代末期から鎌倉時代のものと見られている。
東久留米市内の中世期で、注目されるのが板碑である。東久留米市内では破片を含めて107基の板碑が確認されており、最古のものは1279年（弘安9年）のものである。板碑は移動させることが容易で、最初に建てられた場所と現状の建立地が異なっている可能性もあるが、中世期における東久留米の状況を示す貴重な資料である。
1444年（文安元年）、曹洞宗の寺院、常牧院が創建されたと伝えられている。開基は八王子城主の安祝公、開山は崇芝性岱和尚とされている。常牧院は徳川家康の江戸入部以後の1590年（天正18年）、家康から朱印状が与えられている。
江戸時代には尾張徳川家の鷹場があり延命寺に前沢御殿または楊柳沢御殿と称する鷹狩の宿所の御殿が作られた。

### 年表
- 1889年（明治22年）4月1日 - 町村制施行に伴い、門前・神山・落合・小山・南沢・前沢・下里・柳窪・柳窪新田・栗原新田の10村、田無町の飛地を編入して神奈川県北多摩郡久留米村が誕生。
- 1893年 - 三多摩が神奈川県から東京府に移管。
- 1915年 - 4月15日、武蔵野鉄道（池袋〜飯能・現在の西武池袋線池袋〜吾野）開通・東久留米駅開設。
- 1938年 - 中島飛行機東京製作所の分工場（田無鋳鍛工場）設立。戦前、日本の戦闘機エンジンの約4割を生産していた中島飛行機武蔵製作所の関連工場として、現在の西東京市・東久留米市にまたがり、広大な中島航空金属田無工場とエンジン試運転設備が作られていた[14]。
- 1956年 - 8月1日、久留米町として町制施行。北多摩郡の中では最も遅い町制施行であった[15]。
- 1960年代前半から、公団東久留米団地、滝山団地、ひばりが丘団地などの大型団地が次々に建設され人口が急増（1960年（昭和35年）からの10年間で4.1倍）、一時期は人口78,000人の日本一人口の多い町となる。
- 1970年10月1日 - 東京都22番目の市として市制施行。同時に自治体名を改称し、東久留米市が発足（すでに久留米市が存在したため）。
- 1978年 - 市発注の水道工事、土木工事の入札に暴力団関係者が介入していたことが発覚[16]。
- 1983年 - 防災行政無線が整備される。
- 1984年4月1日 - 防災行政無線が開局される。

### 時系列地形図
- 「歴史的農業環境閲覧システム」による「迅速測図」
  - 明治初期から中期にかけての当時の地図
- 「今昔マップ on the web」による時系列地形図
  - 1896～1909年 当時の地図
  - 1917～1924年 当時の地図
  - 1927～1939年 当時の地図
  - 1944～1954年 当時の地図
  - 1965～1968年 当時の地図
  - 1975～1978年 当時の地図
  - 1983～1987年 当時の地図
  - 1992～1995年 当時の地図
  - 1998～2005年 当時の地図

### 市名の由来
「くるめ」と読み書く地名となった由来や説はいくつかある。
1. 古代の車持部の住地という説[17]
2. くるみの方言という説[17]
3. 小さな平地を意味するという説[17]
4. 市内を流れる黒目川の「クロメ」が転じて「クルメ」という地名になったという説[18]。元々は、黒目川は「クルメ」とも呼ばれており、後年の人々が当て字として久留米・久留目・来梅・黒目などの漢字表記を用いたのが広まり、「久留米」の名が認知された[19]。

一般的には市内の北部を流れる現在の「黒目川」の旧称である「久留米川」から付いたといわれている。
市制施行時、既に福岡県久留米市が存在したため、行政的な混同を避け、また駅名の「東久留米」が住民に親しまれていたため「東久留米市」とした。

## 人口
| |                                            |  |
| 東久留米市と全国の年齢別人口分布（2005年） | 東久留米市の年齢・男女別人口分布（2005年） |  |
| ■紫色 ― 東久留米市 ■緑色 ― 日本全国 | ■青色 ― 男性 ■赤色 ― 女性                  |  |
| 東久留米市（に相当する地域）の人口の推移 \| 1970年（昭和45年） \| 78,075人 \| \| \| 1975年（昭和50年） \| 100,821人 \| \| \| 1980年（昭和55年） \| 106,556人 \| \| \| 1985年（昭和60年） \| 110,079人 \| \| \| 1990年（平成2年） \| 113,818人 \| \| \| 1995年（平成7年） \| 111,097人 \| \| \| 2000年（平成12年） \| 113,302人 \| \| \| 2005年（平成17年） \| 115,330人 \| \| \| 2010年（平成22年） \| 116,546人 \| \| \| 2015年（平成27年） \| 116,632人 \| \| \| 2020年（令和2年） \| 115,271人 \| \| |                                            |  |
| 総務省統計局 国勢調査より |                                            |  |
| 1970年（昭和45年） | 78,075人                                   |  |
| 1975年（昭和50年） | 100,821人                                  |  |
| 1980年（昭和55年） | 106,556人                                  |  |
| 1985年（昭和60年） | 110,079人                                  |  |
| 1990年（平成2年） | 113,818人                                  |  |
| 1995年（平成7年） | 111,097人                                  |  |
| 2000年（平成12年） | 113,302人                                  |  |
| 2005年（平成17年） | 115,330人                                  |  |
| 2010年（平成22年） | 116,546人                                  |  |
| 2015年（平成27年） | 116,632人                                  |  |
| 2020年（令和2年） | 115,271人                                  |  |

### 昼夜間人口
2005年に夜間人口（居住者）は115,023人である。市外からの通勤者と通学生および居住者のうちの市内に昼間残留する人口の合計である昼間人口は90,315人で昼は夜の0.785倍の人口で、夜間に比べて昼の人口は2万5千人ほど減る。昼夜間人口比0.785は東京23区および東京都市部25市の中で狛江市、稲城市、西東京市に次いで4番目に小さい数字で、東久留米市がオフィスや工場・学校が少なく住宅の多い街であることが示されている。
通勤者・通学者で見ると市内から市外へ出る通勤者34,555人、市外から市内へ入る通勤者は13,680人と通勤者では市外へ出る通勤者のほうが多く、学生でも市内から市外に出る通学生は5,352人、市外から市内へ入る通学生は1,519人と学生でも昼は市外へ流出する人数のほうが多い。なお、国勢調査では年齢不詳のものが東京都だけで16万人おり、この項の昼夜間人口に関しては年齢不詳の人物は数字に入っていないので数字の間に若干の誤差は生じる。

## 地域

### 電話番号
東久留米市における電話番号の市外局番は、全域で「042」である。
なお、続く市内局番は1桁目がすべて「4」であり、東久留米市内の電話番号は全域で「042-4xx」で始まる。
現行の電話番号における市外局番「042」は2006年4月29日から施行されており、旧来は4桁の市外局番「0424」が用いられていた。

### 郵便番号
東久留米市における郵便番号7桁の上3桁は、全域で「203」である。
郵便番号が7桁化される以前、「188」「180-03」が用いられた時期もあったが、1981年に「203」が割り当てられ、7桁化の際にも「203」が引き継がれた。
郵便番号の変遷
- 1971年（昭和46年）09月20日：「188」→「180-03」に変更 （東久留米郵便局の開局による）
- 1981年（昭和56年）09月01日：「180-03」→「203」に変更
- 1998年（平成10年）02月02日：「203」→「203-00xx」に変更（郵便番号の7桁化による）

### 町名
東久留米市では、全域で住居表示に関する法律に基づく住居表示が実施されている。住居表示実施前の町名等欄で下線がある町名はその全部、それ以外はその一部である。

### 東久留米市役所管内（80町丁）
| 町名           | 町区域設定年月日 | 住居表示実施年月日 | 住居表示実施前の町名等                                             | 備考 |
| -------------- | ---------------- | ------------------ | ------------------------------------------------------------------ | ---- |
| 上の原一丁目   | 1966年6月1日     | 1966年6月1日       | 大字神山                                                           |      |
| 上の原二丁目   | 1966年6月1日     | 1966年6月1日       | 大字神山                                                           |      |
| 神宝町一丁目   | 1966年6月1日     | 1966年6月1日       | 大字神山                                                           |      |
| 神宝町二丁目   | 1966年6月1日     | 1966年6月1日       | 大字神山                                                           |      |
| 金山町一丁目   | 1966年6月1日     | 1966年6月1日       | 大字神山                                                           |      |
| 金山町二丁目   | 1966年6月1日     | 1966年6月1日       | 大字神山                                                           |      |
| 氷川台一丁目   | 1966年6月1日     | 1966年6月1日       | 大字門前、大字小山                                                 |      |
| 氷川台二丁目   | 1966年6月1日     | 1966年6月1日       | 大字門前、大字小山                                                 |      |
| 大門町一丁目   | 1966年6月1日     | 1966年6月1日       | 大字門前                                                           |      |
| 大門町二丁目   | 1966年6月1日     | 1966年6月1日       | 大字門前、大字落合                                                 |      |
| 東本町         | 1966年6月1日     | 1966年6月1日       | 大字小山、大字門前、大字落合、大字南沢                             |      |
| 新川町一丁目   | 1966年6月1日     | 1966年6月1日       | 大字落合、大字南沢、大字門前                                       |      |
| 新川町二丁目   | 1966年6月1日     | 1966年6月1日       | 大字落合、大字南沢、大字門前                                       |      |
| 浅間町一丁目   | 1966年6月1日     | 1966年6月1日       | 大字南沢、大字落合                                                 |      |
| 浅間町二丁目   | 1966年6月1日     | 1966年6月1日       | 大字南沢、大字落合                                                 |      |
| 浅間町三丁目   | 1966年6月1日     | 1966年6月1日       | 大字南沢、大字落合、大字栗原新田                                   |      |
| 学園町一丁目   | 1966年6月1日     | 1966年6月1日       | 大字南沢、大字落合、大字栗原新田                                   |      |
| 学園町二丁目   | 1966年6月1日     | 1966年6月1日       | 大字南沢、大字落合、大字栗原新田                                   |      |
| ひばりが丘団地 | 1968年8月1日     | 1968年8月1日       | 大字南沢、大字前沢                                                 |      |
| 本町一丁目     | 1968年8月1日     | 1968年8月1日       | 大字南沢                                                           |      |
| 本町二丁目     | 1968年8月1日     | 1968年8月1日       | 大字南沢、大字小山、大字門前                                       |      |
| 本町三丁目     | 1968年8月1日     | 1968年8月1日       | 大字南沢、大字落合                                                 |      |
| 本町四丁目     | 1968年8月1日     | 1968年8月1日       | 大字南沢、大字落合                                                 |      |
| 小山一丁目     | 1968年8月1日     | 1968年8月1日       | 大字小山                                                           |      |
| 小山二丁目     | 1968年8月1日     | 1968年8月1日       | 大字小山                                                           |      |
| 小山三丁目     | 1968年8月1日     | 1968年8月1日       | 大字小山                                                           |      |
| 小山四丁目     | 1968年8月1日     | 1968年8月1日       | 大字小山                                                           |      |
| 小山五丁目     | 1968年8月1日     | 1968年8月1日       | 大字小山、大字下里                                                 |      |
| 幸町一丁目     | 1968年8月1日     | 1968年8月1日       | 大字南沢、大字小山                                                 |      |
| 幸町二丁目     | 1968年8月1日     | 1968年8月1日       | 大字小山                                                           |      |
| 幸町三丁目     | 1968年8月1日     | 1968年8月1日       | 大字落合、大字南沢、大字小山                                       |      |
| 幸町四丁目     | 1968年8月1日     | 1968年8月1日       | 大字前沢、大字神山、大字南沢、大字小山、大字落合                   |      |
| 幸町五丁目     | 1968年8月1日     | 1968年8月1日       | 大字小山、大字下里、大字神山                                       |      |
| 中央町一丁目   | 1968年8月1日     | 1968年8月1日       | 大字南沢                                                           |      |
| 中央町二丁目   | 1968年8月1日     | 1968年8月1日       | 大字南沢                                                           |      |
| 中央町三丁目   | 1968年8月1日     | 1968年8月1日       | 大字南沢                                                           |      |
| 中央町四丁目   | 1968年8月1日     | 1968年8月1日       | 大字南沢                                                           |      |
| 中央町五丁目   | 1968年8月1日     | 1968年8月1日       | 大字南沢、大字前沢                                                 |      |
| 中央町六丁目   | 1968年8月1日     | 1968年8月1日       | 大字南沢、大字前沢                                                 |      |
| 南沢一丁目     | 1968年8月1日     | 1968年8月1日       | 大字南沢                                                           |      |
| 南沢二丁目     | 1968年8月1日     | 1968年8月1日       | 大字南沢                                                           |      |
| 南沢三丁目     | 1968年8月1日     | 1968年8月1日       | 大字南沢                                                           |      |
| 南沢四丁目     | 1968年8月1日     | 1968年8月1日       | 大字南沢                                                           |      |
| 南沢五丁目     | 1968年8月1日     | 1968年8月1日       | 大字南沢                                                           |      |
| 前沢一丁目     | 1968年8月1日     | 1968年8月1日       | 大字前沢                                                           |      |
| 前沢二丁目     | 1968年8月1日     | 1968年8月1日       | 大字前沢                                                           |      |
| 前沢三丁目     | 1968年8月1日     | 1968年8月1日       | 大字前沢、大字南沢                                                 |      |
| 前沢四丁目     | 1969年11月1日    | 1969年11月1日      | 大字前沢、字滝山道、字大道西                                       |      |
| 前沢五丁目     | 1969年11月1日    | 1969年11月1日      | 大字前沢、字久米川道南                                             |      |
| 南町一丁目     | 1968年8月1日     | 1968年8月1日       | 大字前沢、大字柳窪新田、大字南沢                                   |      |
| 南町二丁目     | 1968年8月1日     | 1968年8月1日       | 大字柳窪新田                                                       |      |
| 南町三丁目     | 1968年8月1日     | 1968年8月1日       | 大字柳窪新田、大字南沢、大字前沢                                   |      |
| 南町四丁目     | 1968年8月1日     | 1968年8月1日       | 大字南沢、大字前沢                                                 |      |
| 滝山一丁目     | 1970年10月1日    | 1970年10月1日      | 前沢四-五丁目、下里二-三丁目、八幡町三丁目                         |      |
| 滝山二丁目     | 1970年10月1日    | 1970年10月1日      | 前沢四-五丁目、下里二-三丁目、八幡町三丁目                         |      |
| 滝山三丁目     | 1970年10月1日    | 1970年10月1日      | 前沢四-五丁目、下里二-三丁目、八幡町三丁目                         |      |
| 滝山四丁目     | 1970年10月1日    | 1970年10月1日      | 前沢四-五丁目、下里二-三丁目、八幡町三丁目                         |      |
| 滝山五丁目     | 1970年10月1日    | 1970年10月1日      | 前沢四-五丁目、下里二-三丁目、八幡町三丁目                         |      |
| 滝山六丁目     | 1970年10月1日    | 1970年10月1日      | 前沢四-五丁目、下里二-三丁目、八幡町三丁目                         |      |
| 滝山七丁目     | 1970年10月1日    | 1970年10月1日      | 前沢四-五丁目、下里二-三丁目、八幡町三丁目                         |      |
| 下里一丁目     | 1970年10月1日    | 1970年10月1日      |                                                                    |      |
| 下里二丁目     | 1970年10月1日    | 1970年10月1日      |                                                                    |      |
| 下里三丁目     | 1969年11月1日    | 1969年11月1日      | 大字下里、大字田無、大字柳窪、字飛地、字白山前、                   |      |
| 下里四丁目     | 1969年11月1日    | 1969年11月1日      | 大字下里、大字田無、大字野火止、字南前沢、字西下里、字新山、字飛地 |      |
| 下里五丁目     | 1970年10月1日    | 1970年10月1日      |                                                                    |      |
| 下里六丁目     | 1970年10月1日    | 1970年10月1日      |                                                                    |      |
| 下里七丁目     | 1970年10月1日    | 1970年10月1日      |                                                                    |      |
| 柳窪一丁目     | 1969年11月1日    | 1969年11月1日      | 大字柳窪、字下川南                                                 |      |
| 柳窪二丁目     | 1969年11月1日    | 1969年11月1日      | 大字柳窪、大字柳窪新田、字前原                                     |      |
| 柳窪三丁目     | 1969年11月1日    | 1969年11月1日      | 大字柳窪、大字柳窪新田、字市海道                                   |      |
| 柳窪四丁目     | 1969年11月1日    | 1969年11月1日      | 大字柳窪、字天神山道                                               |      |
| 柳窪五丁目     | 1969年11月1日    | 1969年11月1日      | 大字柳窪、字北原                                                   |      |
| 野火止一丁目   | 1970年10月1日    | 1970年10月1日      |                                                                    |      |
| 野火止二丁目   | 1970年10月1日    | 1970年10月1日      |                                                                    |      |
| 野火止三丁目   | 1970年10月1日    | 1970年10月1日      |                                                                    |      |
| 八幡町一丁目   | 1970年10月1日    | 1970年10月1日      |                                                                    |      |
| 八幡町二丁目   | 1970年10月1日    | 1970年10月1日      |                                                                    |      |
| 八幡町三丁目   | 1970年10月1日    | 1970年10月1日      |                                                                    |      |
| 弥生一丁目     | 1969年11月1日    | 1969年11月1日      | 大字柳窪新田、字村山道北                                           |      |
| 弥生二丁目     | 1969年11月1日    | 1969年11月1日      | 大字柳窪新田、字村山道南                                           |      |

### 集合住宅
- 都市再生機構ひばりが丘団地（住居表示も「ひばりが丘団地」） - 1959年 → 現：ひばりが丘パークヒルズ
- 都市再生機構東久留米団地（上の原） - 1962年 → 現：グリーンヒルズ東久留米（2011年建替）
- 都市再生機構滝山団地（滝山） - 1968年
- 国家公務員共済組合連合会東久留米第2団地 - 1968年 : 東村山都市計画事業(一団地の住宅施設)
- 東京都住宅供給公社久留米西団地（下里） - 1969年 : 東村山都市計画事業(一団地の住宅施設)
- 都市再生機構滝山第2団地 - 1970年 : 東村山都市計画事業(一団地の住宅施設)
- 東京都住宅供給公社下里団地（下里） - 1973年

## 行政

### 市長
- 富田竜馬（2021年12月28日就任、1期目）

歴代村長
- 岸宇左ェ門 1889年5月26日 - 1893年5月25日
- 島崎保平 1893年5月26日 - 1909年6月27日
- 高橋仙太郎 1909年7月17日 - 1916年7月31日
- 栗原秀三郎 1916年11月28日 - 1924年11月27日
- 貫井豊太郎 1925年1月23日 - 1946年11月25日
- 番場憲隆 1947年4月5日 - 1956年7月31日

歴代町長
- 番場憲隆 1956年8月1日 - 1963年4月30日
- 藤井顕孝　1963年5月1日 - 1970年9月1日

歴代市長　
- 藤井顕孝（1970年10月1日 - 1975年1月20日）[24]
- 石塚政寿（1975年3月2日 - 1978年10月10日、1期。元市議）[25]
- 伊藤孝次郎（1978年11月26日 - 1981年12月24日、1期。元市議）
- 吉田三郎（1982年1月24日 - 1990年1月23日、2期）
- 稲葉三千男（1990年1月24日 - 2001年12月、3期途中で体調不良のため辞任。東京大学名誉教授）
- 野崎重弥（2002年1月20日 - 2010年1月19日、2期。元市議）
- 馬場一彦（2010年1月20日 - 2014年1月19日、1期。元市議）
- 並木克巳（2014年1月20日 - 2021年12月27日、2期目任期満了を目前に体調不良のため辞任。元市議）
- 富田竜馬（2021年12月28日 -、1期目。元市議）

### 財政
- 2020年度の一般会計当初予算額は約438億円である。
- 1990年代に、東久留米駅東口区画整理事業、新市庁舎、スポーツセンターなど建設事業が相次ぎ、地方債残高は2000年度末時点で300億円を突破。経常収支比率も2003年度決算で92%と深刻である。前市長の稲葉三千男時代に行われた事業が多く、稲葉が革新系だったことから、保守系からの革新市政の批判が未だ続いている。なお、稲葉の娘・間宮美季が現在同市議である。

### 地域センター
東久留米市内の3か所に地域センターを設置している。
- 西部地域センター - 所在地は東久留米市滝山4丁目。
- 南部地域センター - 所在地は東久留米市ひばりが丘団地。
- 東部地域センター - 所在地は東久留米市大門町2丁目。

### 警察
警視庁田無警察署の管轄である。同署は西東京市（旧・田無市）にあり、以前から東久留米市・旧田無市・旧保谷市（一部地域を除く）を管轄している。
- 市内の交番・駐在所
  - 上の原交番
  - 滝山交番
  - 野火止交番
  - 東久留米駅前交番
  - 前沢交番
  - 南沢交番
  - 下里駐在所
  - 学園前駐在所

### 消防・救急
2010年4月1日より東京消防庁に常備消防事務を委託。これに伴い東久留米市消防本部と新川出張所は東京消防庁に移管され、前沢出張所は廃止された。
- 東京消防庁東久留米消防署（幸町）
  - 新川出張所

### 広域行政
- 多摩北部都市広域行政圏協議会
多摩地域北東部の西東京、小平、東村山、清瀬、および本市の5市で施設の相互利用、イベントの共同開催などを行っている。通称「多摩六都」。「六都」とは合併前の田無、保谷を含めたものだが、名称は合併後も継承されている。西東京市内に多摩六都科学館を持つ。また、図書館利用カードの共通化を進めており、1枚のカードで東久留米、清瀬、西東京の図書館で利用できる。
- 昭和病院企業団
清瀬、小金井、小平、西東京、東村山、東大和および東久留米市により組織され、小平市にある公立昭和病院を運営している。

### ゴミ処理
西東京市、清瀬市と共同で「柳泉園組合」を設立し、当市内（一部東村山市にまたがる）に清掃工場を設置する。可燃ごみは同清掃工場で、不燃ごみは多摩地域の他の自治体と同様に、日の出町の最終処分場に埋め立てる。
2017年10月をもってダストボックス式の回収を終了し、個別収集に変更された。2017年10月2日から家庭ごみ有料化が始まった。

### 不祥事
1970年代の公共工事汚職事件
1970年代前半、東久留米市職員、幹部と公共事業を受注する業者の間で癒着が蔓延。口利きにより特定の建設業者が市内の公共事業を落札する汚職が広がり、1974年には「黒い霧事件」として表面化した。一時は市政の刷新が図られたが、その後も癒着の構造は温存され、助役級市幹部、元市議会副議長、建設業者、仲介役の暴力団員などが逮捕。1979年9月11日、東京地方裁判所はそれぞれに執行猶予付きの有罪判決を言い渡した。

## 地域交流
- 群馬県高崎市 旧榛名町地域
  - 1986年（昭和61年）10月1日当時の群馬県榛名町と姉妹都市提携したが、2006年（平成18年）10月榛名町が群馬県高崎市と合併したため、姉妹都市提携が解消された。ただし、旧榛名町地域とは地域間交流という形で交流事業は継続している。
  - 市役所の屋外ひろばに榛名町から贈られた梨と梅の木が植わっている。

## 議会

### 東京都議会
2025年東京都議会議員選挙
- 選挙区：北多摩第四選挙区（清瀬市、東久留米市）
- 定数：3人
- 任期：2025年7月23日 - 2029年7月22日
- 投票日：2025年6月22日
- 当日有権者数：158,018人
- 投票率：46.17％

| 候補者名 | 当落 | 年齢 | 所属党派   | 新旧別 | 得票数   |
| -------- | ---- | ---- | ---------- | ------ | -------- |
| 渋谷信之 | 当   | 56   | 自由民主党 | 現     | 24,204票 |
| 原紀子   | 当   | 59   | 日本共産党 | 現     | 20,391票 |
| 細谷祥子 | 落   | 71   | 国民民主党 | 元     | 18,346票 |
| 仲れいこ | 落   | 36   | 再生の道   | 新     | 8,733票  |

2021年東京都議会議員選挙
- 選挙区：北多摩第四選挙区（清瀬市、東久留米市）
- 定数：2人
- 投票日：2021年7月4日
- 当日有権者数：159,471人
- 投票率：40.29％

| 候補者名 | 当落 | 年齢 | 党派名             | 新旧別 | 得票数   |
| -------- | ---- | ---- | ------------------ | ------ | -------- |
| 原紀子   | 当   | 55   | 日本共産党         | 現     | 21,939票 |
| 渋谷信之 | 当   | 52   | 自由民主党         | 新     | 21,202票 |
| 細谷祥子 | 落   | 67   | 都民ファーストの会 | 現     | 19,893票 |

2017年東京都議会議員選挙
- 選挙区：北多摩第四選挙区（清瀬市、東久留米市）
- 定数：2人
- 投票日：2017年7月2日
- 当日有権者数：158,290人
- 投票率： 51.66％

| 候補者名 | 当落 | 年齢 | 党派名             | 新旧別 | 得票数   |
| -------- | ---- | ---- | ------------------ | ------ | -------- |
| 細谷祥子 | 当   | 63   | 都民ファーストの会 | 新     | 26,031票 |
| 原紀子   | 当   | 51   | 日本共産党         | 新     | 19,674票 |
| 山下太郎 | 落   | 44   | 無所属             | 現     | 18,205票 |
| 野島善司 | 落   | 68   | 自由民主党         | 現     | 16,776票 |

### 衆議院
- 選挙区：東京20区（東村山市・東大和市・清瀬市・東久留米市・武蔵村山市）
- 任期：2021年10月31日 - 2025年10月30日
- 投票日：2021年10月31日
- 当日有権者数：418,245人
- 投票率：56.77％

| 当落 | 候補者名   | 年齢 | 所属党派     | 新旧別 | 得票数    | 重複 |
| ---- | ---------- | ---- | ------------ | ------ | --------- | ---- |
| 当   | 木原誠二   | 51   | 自由民主党   | 前     | 121,621票 | ○    |
| 比当 | 宮本徹     | 49   | 日本共産党   | 前     | 66,516票  | ○    |
|      | 前田順一郎 | 46   | 日本維新の会 | 新     | 43,089票  | ○    |

## 産業
工場
- グローブライド 本社・工場：前沢（旧ダイワ精工）
- 東京コンクリート 久留米工場：下里（昭和38年11月 - ）
- コカ・コーラボトラーズジャパン 多摩工場：野火止
- 山崎製パン 武蔵野工場：柳窪
  - かつてはヤクルト工場がコカ・コーラ工場向い（八幡町）に立地していた。豊富な地下水資源を利用して活況を示していた一例である。また、神州一味噌（旧・宮坂醸造から分社）の本社・東久留米フリーズドライ工場が前沢にあったが、2021年に閉鎖され本社は渋谷区の恵比寿ガーデンプレイスに移転した。

特産品
- 柳久保小麦 - 江戸時代の嘉永4年（1851年）に現在の東久留米市柳窪の奥住又右衛門が、旅先から持ち帰った種により栽培が行われていた。香りや味がよくうどんの材料に適し、背の高い麦わらは屋根を葺く材料に向いていたが、収量の多い一般の小麦が出回った事で昭和17年頃に姿を消した。1988年に又右衛門の子孫が農林水産省生物資源研究所に保管されていた種を譲り受けて生産を復活し、うどんやかりんとうなどの加工品として販売されるようになった。

CATV
- J:COM関東 西東京局（旧・タイタスコミュニケーションズ）：前沢

アニメーション
- すたじおガッシュ：東本町
- ピー・アール・エー：東本町

### 過去に所在した主な企業・事業
アニメーション
- タマ・プロダクション：幸町→2011年3月9日→経営破綻

## 教育
くるめの文化財「第17号 東久留米の学校」 (PDF) も参照。

### 教育の歴史

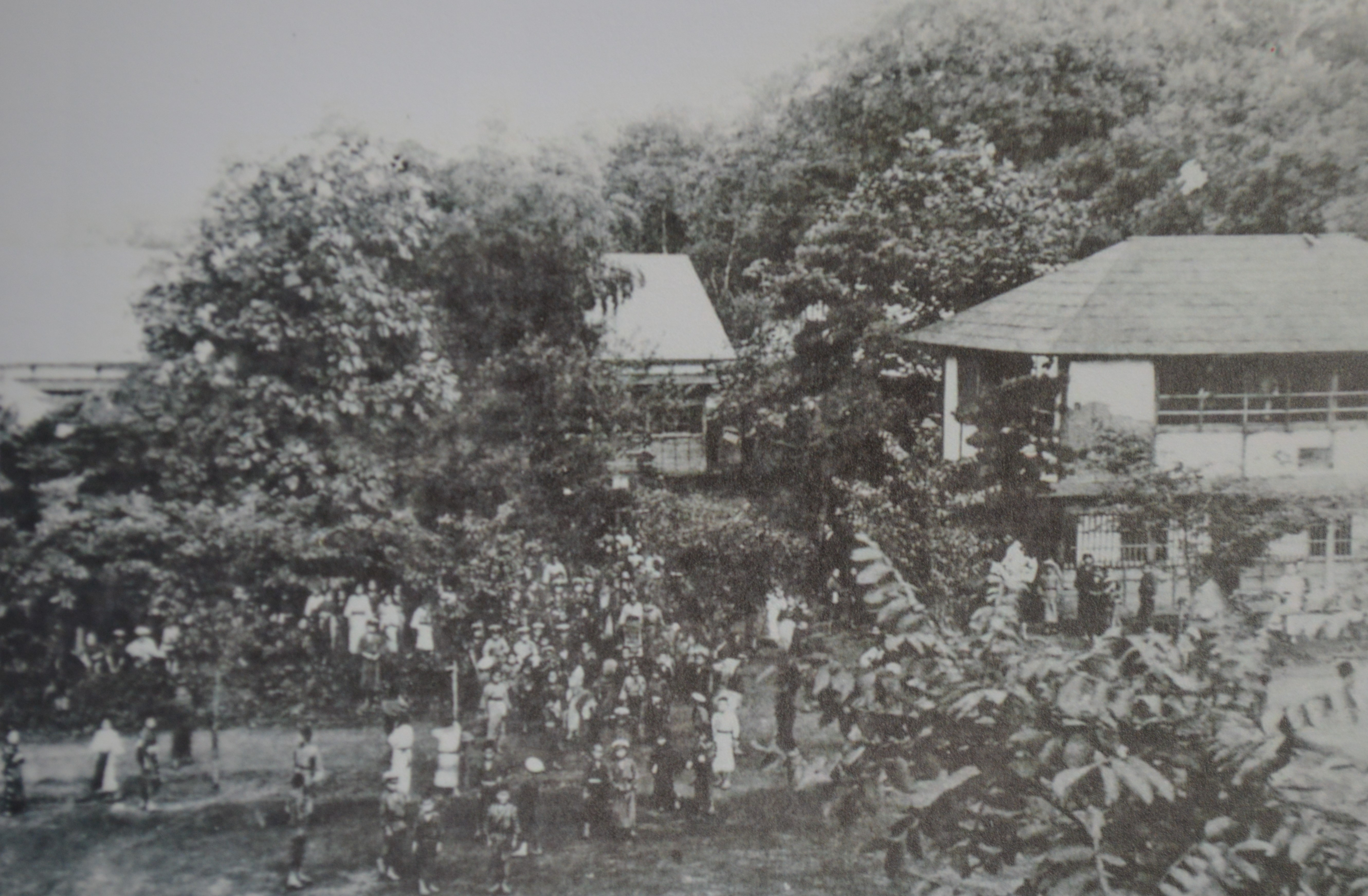
1916年の久留米尋常高等小学校。手前は小金井街道。

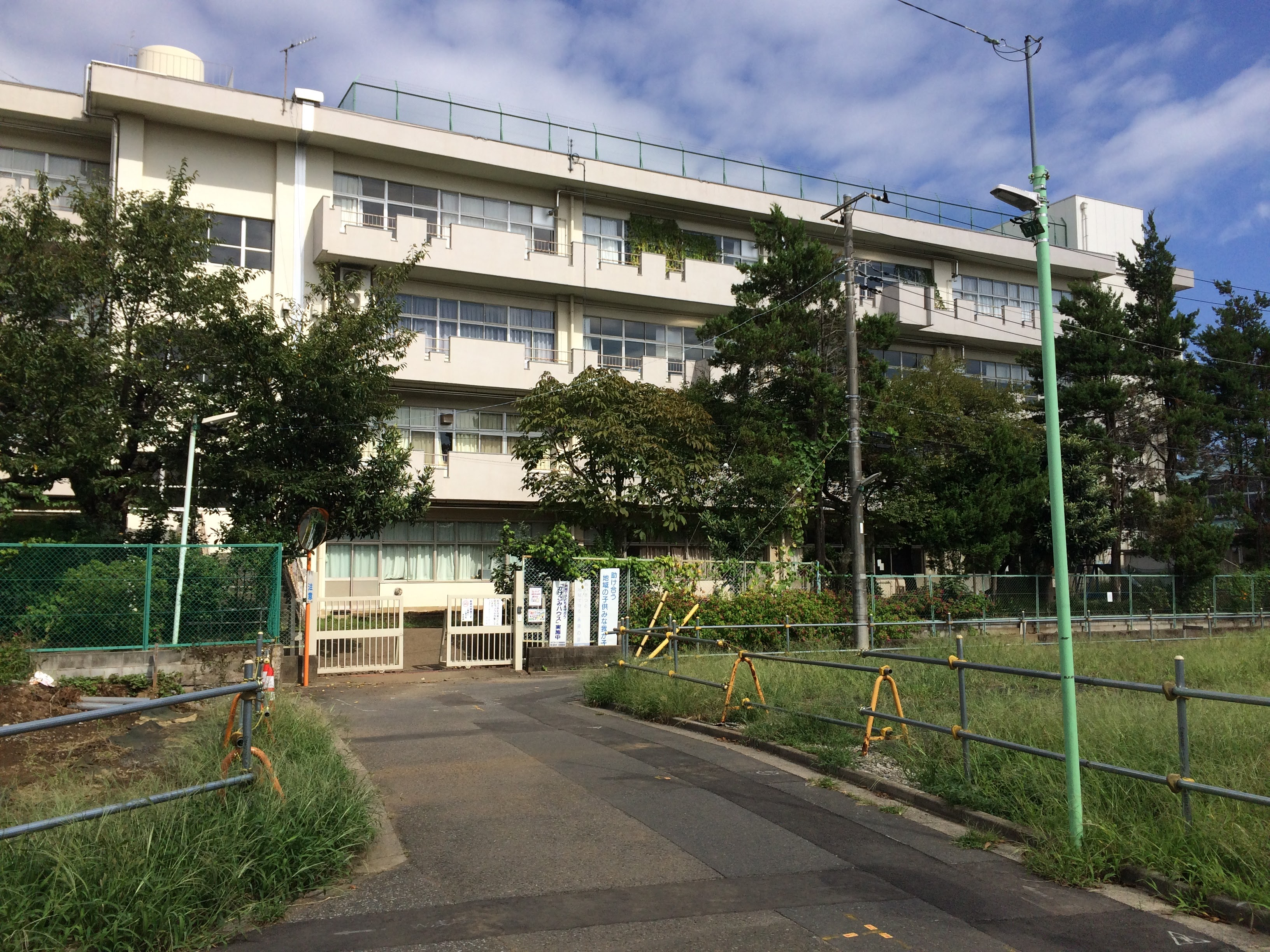
2016年の東久留米市立神宝小学校

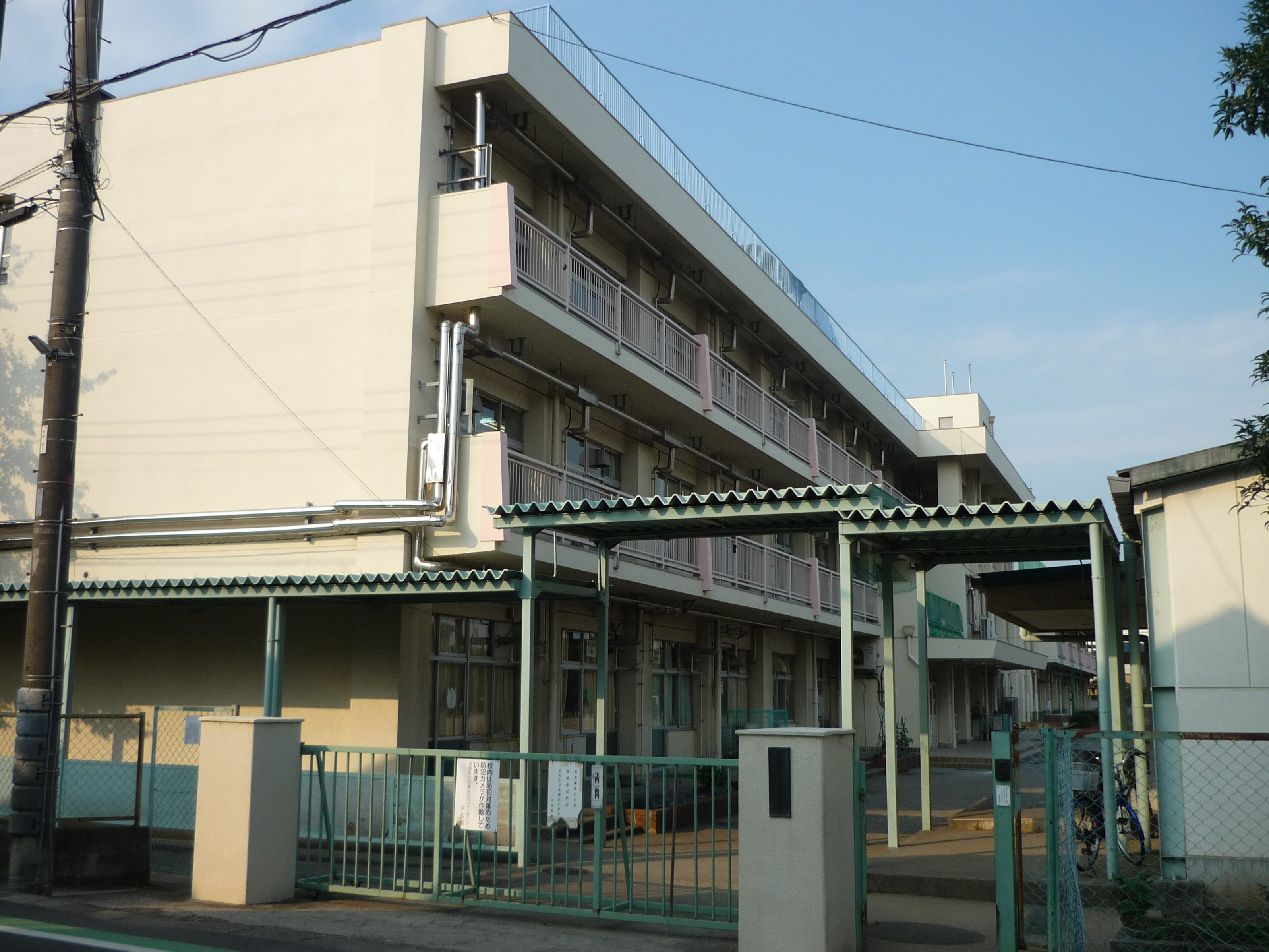
2018年の東久留米市立第三小学校

久留米町の小学校は明治時代から長らく久留米尋常小学校（現・第一小学校）の1校のみだった。なお、1930年（昭和5年）には目白の雑司が谷から久留米村南沢に学校法人自由学園が移転してきた。生徒数が増加して旧キャンパスが手狭になったことや、「自然の中で学ばせたい」という創立者の願いなどが移転の理由である。自由学園のセツルメントに併設された診療所は、終戦後まで久留米村の医療に多大な役割を果たしている。遠藤新が設計した久留米の校舎のうち、5軒が東京都の歴史的建造物に選定されている。
1959年（昭和34年）にはひばりが丘団地の、1962年（昭和37年）には東久留米団地の、1968年には滝山団地の入居を開始している。これらの大規模団地の影響もあり、1955年（昭和30年）に10,319人だった久留米村の人口は、市制施行5年後の1975年（昭和50年）には100,821人となり、20年間で約10倍に急増している。
1960年（昭和35年）には久留米小学校落合分校が第二小学校として独立し、久留米小学校は第一小学校に改称した。その後1970年代末までは開校が相次ぎ、1978年（昭和53年）には16校となった。東久留米市の小学校の総児童数は、1979年（昭和54年）にピークの13,063人に達した。また、東久留米市の中学校の総生徒数は、1986年（昭和61年）にピークの5,769人に達している。東久留米市の小学校は16校の状態が長らく続いたが、大型団地の住民の高齢化が進み、地区によっては人口が減少。2003年（平成15年）には滝山小学校が閉校し、2009年（平成21年）には第八小学校が、2011年（平成23年）には第四小学校が、2020年（令和2年）には下里小学校が閉校したことで、現在は12校となっている。

### 小学校
市立
- 東久留米市立第一小学校 - 1903年（明治36年）創立。
- 東久留米市立第二小学校 - 1960年（昭和35年）独立。
- 東久留米市立第三小学校 - 1962年（昭和37年）独立。
- 東久留米市立第五小学校 - 1964年（昭和39年）開校。
- 東久留米市立第六小学校 - 1966年（昭和41年）開校。
- 東久留米市立第七小学校 - 1968年（昭和43年）開校。
- 東久留米市立第九小学校 - 1970年（昭和45年）開校。
- 東久留米市立第十小学校 - 1972年（昭和47年）開校。
- 東久留米市立小山小学校 - 1974年（昭和49年）開校。
- 東久留米市立神宝小学校 - 1975年（昭和50年）開校。
- 東久留米市立南町小学校 - 1975年（昭和50年）開校。
- 東久留米市立本村小学校 - 1976年（昭和51年）開校。

閉校となった小学校
- 東久留米市立第四小学校 - 1963年（昭和38年）開校。2012年（平成24年）3月31日閉校。
- 東久留米市立第八小学校 - 1971年（昭和46年）開校。2010年（平成22年）3月31日閉校。
- 東久留米市立滝山小学校 - 1975年（昭和50年）開校。2004年（平成16年）3月31日閉校。
- 東久留米市立下里小学校 - 1978年（昭和53年）開校。2020年（令和2年）3月31日閉校。

私立
- 自由学園初等部

### 中学校
市立
- 東久留米市立久留米中学校 - 1947年（昭和22年）開校。
- 東久留米市立西中学校 - 1968年（昭和43年）開校。
- 東久留米市立東中学校 - 1963年（昭和39年）開校。
- 東久留米市立南中学校 - 1972年（昭和47年）開校。
- 東久留米市立大門中学校 - 1974年（昭和49年）開校。
- 東久留米市立下里中学校 - 1978年（昭和53年）開校。
- 東久留米市立中央中学校 - 1984年（昭和59年）開校。

私立
- 自由学園男子部中等科（※自由学園男子部高等科を併設している。）
- 自由学園女子部中等科（※自由学園女子部高等科を併設している。）

### 青少協
青少年健全育成協議会の略称。それまでの「青少年問題協議会」の名称が2005年（平成17年）度より「青少年健全育成協議会」に改正される。内容、市からの補助金等の変更はなく、略称も「青少協」と同じ。
東久留米市から年間280万円の補助金が組まれている。中学校区ごとに組織され、地域清掃活動、文化活動などを行う。

### 高等学校
- 都立
  - 東久留米総合高等学校（旧久留米高等学校）
※ 久留米高校定時制課程は、2008年度末（2009年3月）をもって閉課
  - 久留米西高等学校
- 私立
  - 自由学園高等科(※自由学園中等科を併設している。)

### その他の学校
- 東京学芸大学附属特別支援学校 - 1954年に附属竹早中学校の特別支援学級として始まる。1966年に市内に移転。2004年に50周年を迎えた。
- クリスチャン・アカデミー・イン・ジャパン - 1950年に、キリスト教の外国人宣教師などの子供たちが通うために設立されたインターナショナル・スクール。幼稚園から高校まで、キリスト教に基づく一貫教育を行っている。この影響からか市内や近辺には教会が多く、宣教師の施設やキリスト教書店などもある。
- 自由学園最高学部

### 図書館
- 東久留米市立図書館
  - 中央図書館
  - 滝山図書館
  - 東部図書館
  - ひばりが丘図書館

## 交通

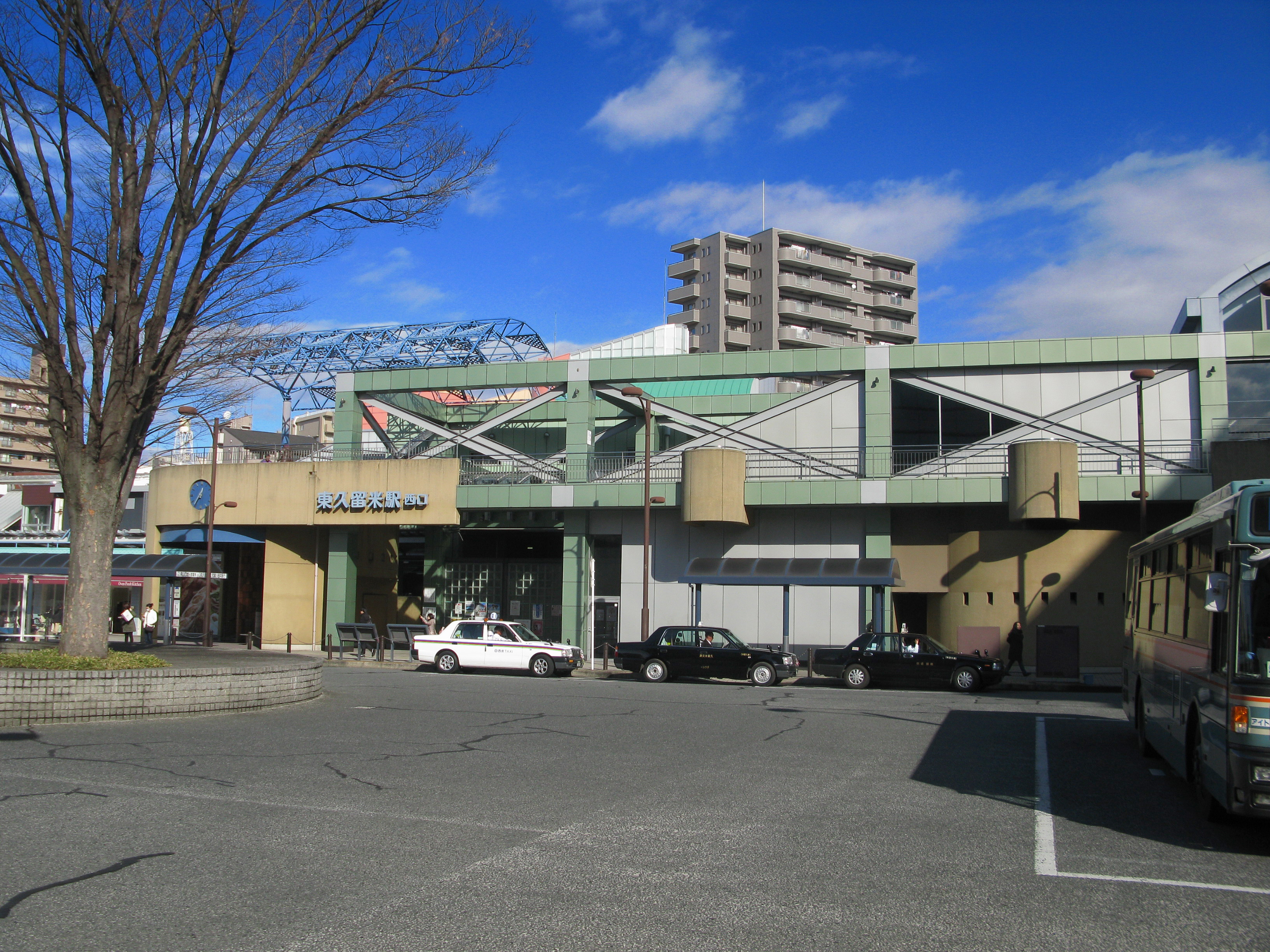
東久留米駅

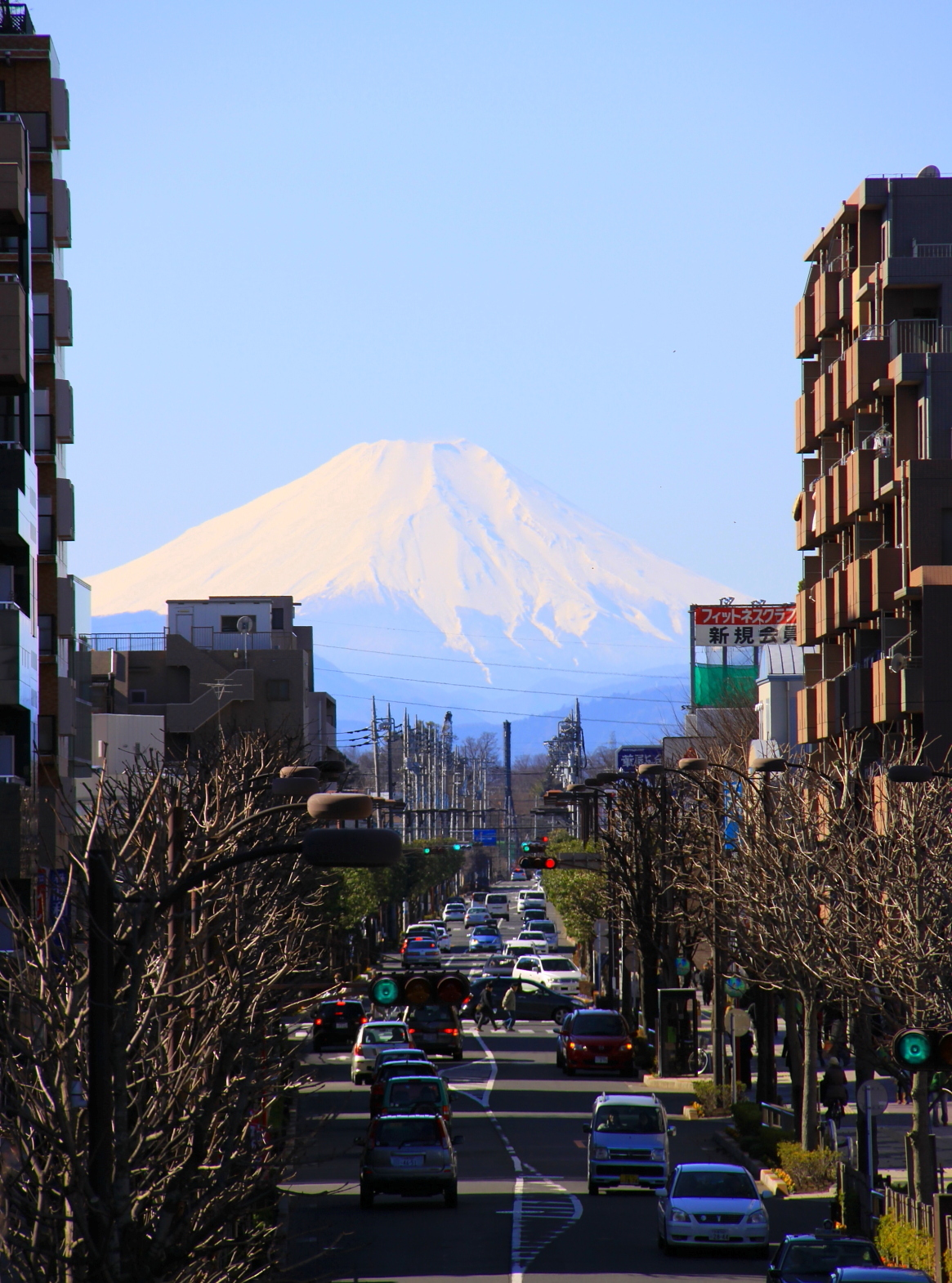
富士見テラスからの富士山とまろにえ富士見通り

### 鉄道
- 西武鉄道
  - 池袋線
    - 東久留米駅

市内の駅は東久留米駅のみだが、この駅よりも最寄となる ひばりヶ丘駅（西東京市）、清瀬駅（清瀬市）、西武新宿線の花小金井駅（小平市）、小平駅（小平市）などを利用する市民もいる。

### バス等
- 西武バスが市内各地域を結ぶ。
  - 市内下里に滝山営業所がある他、西原車庫（滝山営業所の支所にあたる。ひばりヶ丘駅発着路線を担当）・小平営業所（清瀬駅 - 武蔵小金井駅・滝山団地線を担当）・新座営業所（東久留米駅東口発着路線を担当）の各路線が当市内に乗り入れている。
  - 2024年8月1日まで深夜急行バス：池袋駅東口→小手指駅北口線（西武バス練馬営業所担当）が運行しており、当市内では前沢十字路・東久留米総合高校の2か所で降車できた[37]。
- 銀河鉄道
  - 2008年4月より東村山駅と柳泉園グランドパークを結ぶ路線を開設。東久留米市には他に下里四丁目（久留米西団地内）にも停留所を設置。
- 予約制デマンド型交通「くるぶー」

高齢者、妊婦、乳幼児を利用対象とし（登録者の家族や介助者も同乗可）、事前登録・予約が必要。
市内各地の公共施設や公立昭和病院（小平市）、多摩北部医療センター（東村山市）に停留所を設置のほか、自宅からの利用も可。平日のみ運行。
東久留米市では、周辺自治体にあるようなコミュニティバス 運行の検討が行われたが、バスが通るには道幅が狭いなどの課題があり断念した経緯があった。また、2012年2月に当時の馬場市長が任期中は実証運行は困難であるとの市長報告を発表していた。その後、タクシーに近い感覚で使え、コミュニティバスより経費が安く済むメリットがあることから、予約制デマンド型交通の形で2020年3月16日から運行を開始した。
運行は市内柳窪にあるトーショー交通 柳窪本社営業所が担当している。
- 新座市コミュニティバス「にいバス」（東武バスウエスト新座営業事務所担当）
  - 東久留米駅東口と新座市役所を結ぶ東久留米ルートが2023年4月から当市内に乗り入れている。市内の停留所は東久留米駅東口のみ。

### 道路
都市化に対し道路整備が遅れていたことから、平成期に建設・開通した都市計画道路も多い。
- 東西方向
  - 東京都道5号新宿青梅線（通称：新青梅街道）
  - 東京都道・埼玉県道4号東京所沢線（通称：所沢街道）

現在、新宮前通りと野火止通り間の拡幅及び歩道設置工事を行っている。
  - 東京都道・埼玉県道4号東京所沢線（通称：新所沢街道、都市計画道路保谷東村山線）

所沢街道のバイパスの役目を負うべく、同街道南側にほぼ平行して建設中。小金井街道の前沢南交差点より西側は市道として既に開通済みであるが、同交差点以東は東京都道4号として供用、東久留米市・西東京市境の区間の用地買収も進み[44]、2021年9月10日には両市境をまたぐ670mの供用を開始。東久留米市内区間は全通した[45]。一方、西側の市道区間の先、東村山市内の470mの区間が、都道として2012年6月28日に開通した[46]。さらに西側は、2011年9月に所沢入間バイパスまでの延伸が、都市計画決定された[47]。
  - 多摩新宿線

地域高規格道路の構想。新青梅街道に並行する形で市内を通るルート案が存在する[48][49]。
- 南北方向
  - 東京都道15号府中清瀬線（通称：小金井街道）

現在、前沢交差点より北部分の道路拡幅用地を確保している。
  - 東京都道248号府中小平線（通称：新小金井街道）

小金井街道「松山三丁目」交差点より分岐し小金井街道の西側に平行しており、清瀬市〜東久留米市〜小平市〜小金井市〜府中市へと至る。滝山団地の中央部を貫く区間は団地開設時に整備された。2006年3月、西武新宿線との立体交差事業が完了し全線が開通した主要道。
- その他
  - 東京都道・埼玉県道234号前沢保谷線

旧市役所の前を通ることから、市役所通りとも呼ばれていた。
  - 東京都道・埼玉県道24号練馬所沢線

主要地方道の扱いだが市内〜新座市にまたがる区間には乗用車同士のすれ違いも困難な狭隘路がある。市内には一方通行区間もある。
  - 東京都道129号東村山東久留米線

東村山市から滝山団地中央交差点までの区間。滝山中央通りとなっている区間を除き、生活道路なみの狭隘路が続く。
  - 東村山都市計画道路3・4・19号小金井久留米線（東3・4・19号線、通称：まろにえ富士見通り）

東久留米駅西口からまっすぐ伸び、東京都道15号府中清瀬線（小金井街道）に合流して前沢4丁目へ至る都市計画道路。用地取得困難物件と無電柱化で難航していたが[50]、2016年3月30日に小金井街道との交差点（前沢北）までの区間が開通した。
  - 東京都道125号東久留米停車場線（通称：浄牧院通り）

東久留米駅東口からまっすぐ伸びる都市計画道路。市内は東村山都市計画道路3・4・20号東久留米駅神山線（東3・4・20号線）として整備が進められてきており、金山町二丁目から神宝町二丁目（新座市境）までの約530メートルの区間が2018年10月25日に開通して全通した。新座市境より先の埼玉県区間については、新座都市計画道路3・4・8号東久留米志木線として新座市により事業中であり、最終的に東久留米駅東口から新座駅南口付近を経由し志木駅南口に至る一体の道路として整備される計画である。既に新座市石神一丁目～堀ノ内三丁目と本多一丁目の区間を除く大部分が開通済みであり、開通区間は平林寺大門通り、新座中央通りという通称で呼ばれている。

## 名所・旧跡・観光スポット・祭事・催事

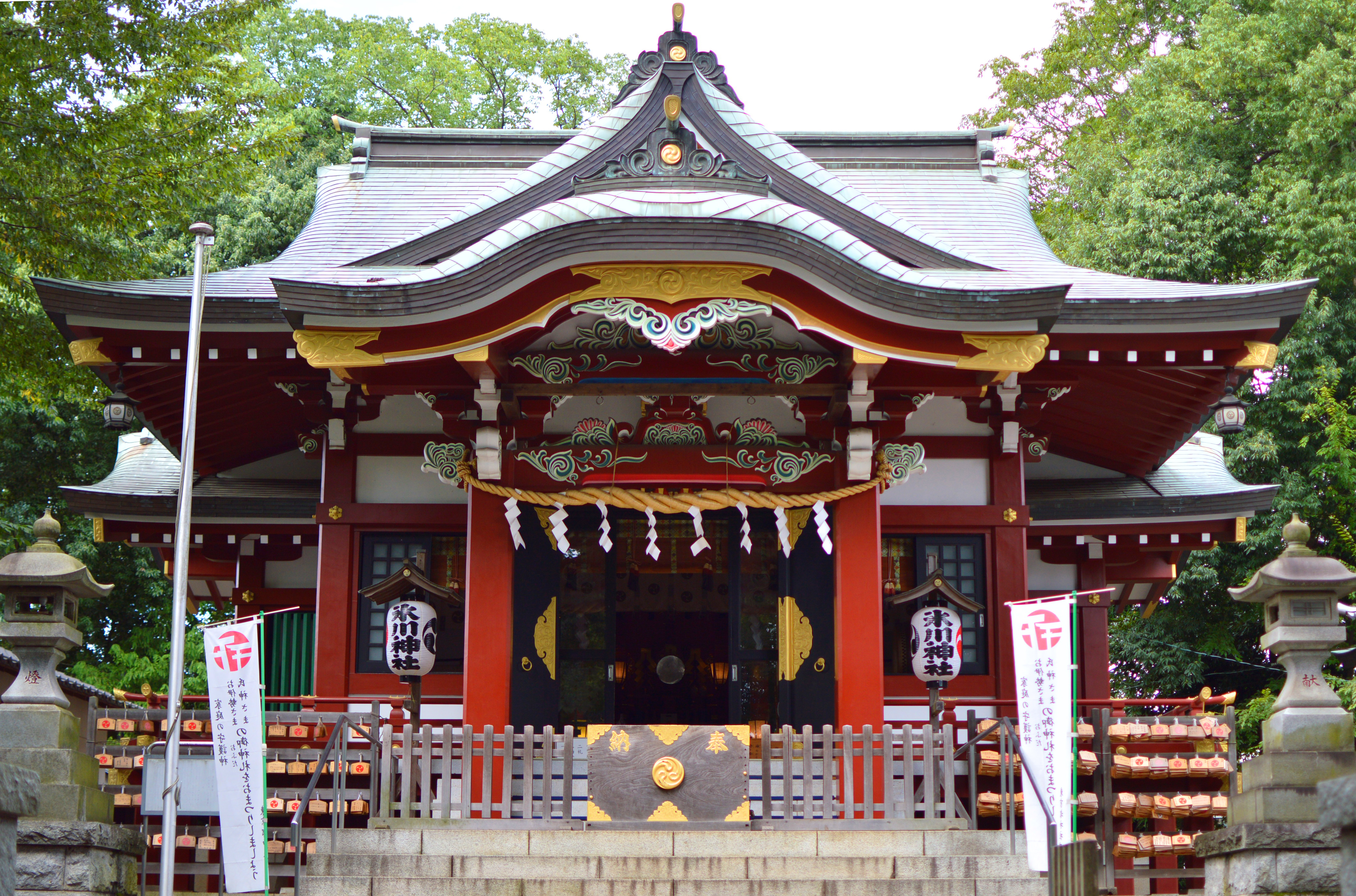
南沢氷川神社

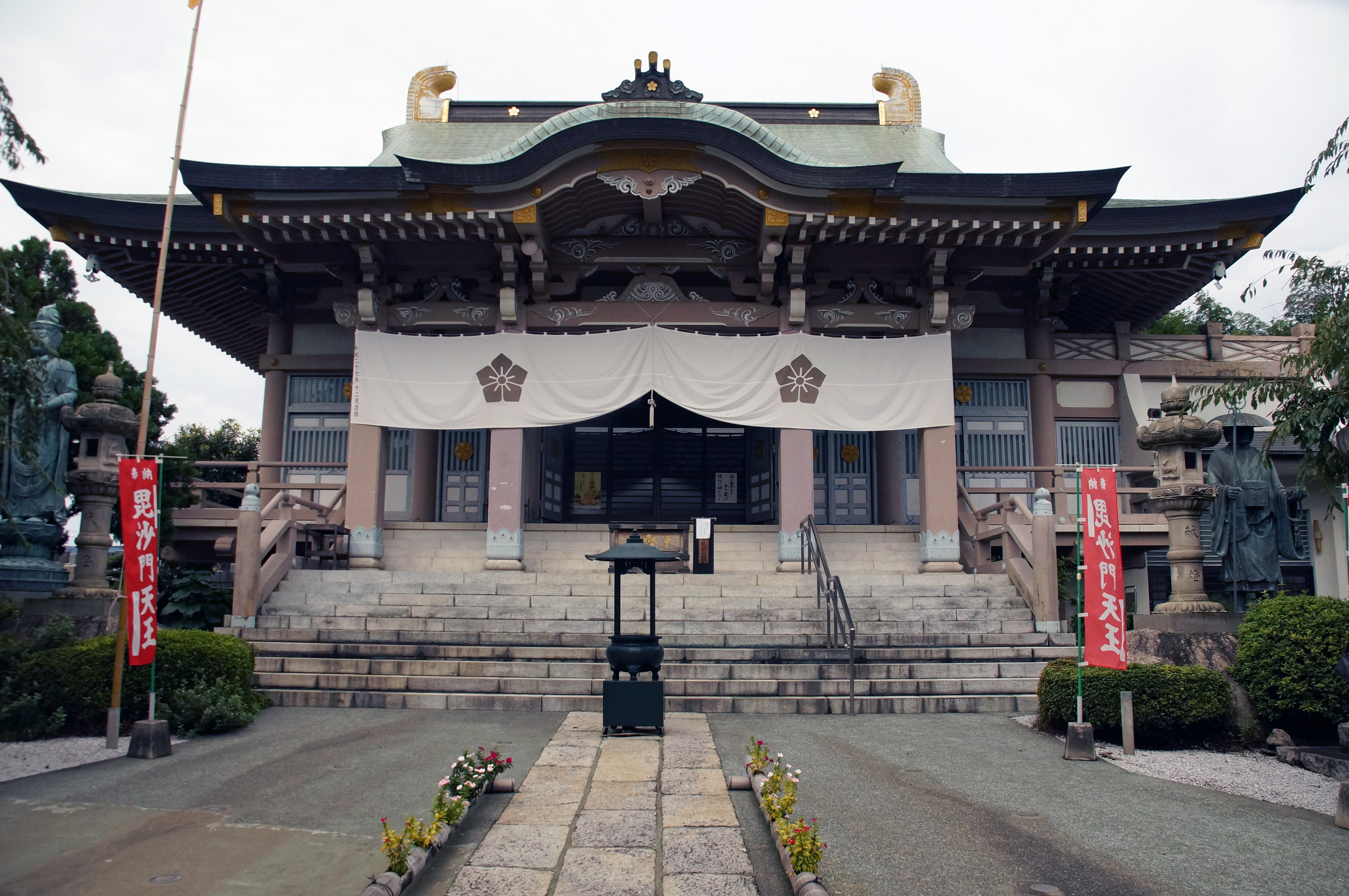
多聞寺

### 名所・旧跡
- 落合川と南沢湧水群  - 平成20年に環境省から『平成の名水百選』に選定された。東京都内で百選に選定された名水は当所のみ。1日の湧水量は約1万トンであり、『東京の名湧水57選』にも選定されている。また、近年、市内を水源とする黒目川、落合川の河川域で、BOD（生物化学的酸素要求量）が減少し、水質が改善した[51]。

2010年12月17日には、国土交通省、環境省などが後援で『湧水保全フォーラム全国大会 in ひがしくるめ』が開催され、秋篠宮文仁親王が臨席して「落合川と南沢湧水群」や立野川を視察した。
- 黒目川天神社 - 平成15年に東京都環境局から『東京の名湧水57選』に選定された湧水源がある。
- 富士見テラス - 東久留米駅西口に併設されていた施設（2023年撤去[52]）。国土交通省から『関東の富士見百景』に選定された（東久留米駅自体も『関東の駅百選』に選定されている）。冬至の日には、日没の頃にここから富士山を望むと、夕日が富士山の山頂にかかって沈んでいく「ダイヤモンド富士」と呼ばれる現象を見ることができる[53]。本施設は建築基準法不適合により2023年に撤去[52] されたが、同駅改札内のコンコースの一角からも同方向へ見晴らしが通る広窓が設置されており、富士見テラス設置当時とほぼ同じ景観を望むことができる。

- 多聞寺
- 浄牧院
- 大円寺
- 宝泉寺
- 米津寺
- 氷川神社
- 八幡神社

### 祭事・催事
- 東京花祭り
- 滝山・前沢みんなの夏祭り
- 東久留米市市民みんなのまつり

### 公園
- 竹林公園 - 1974年4月、都市公園法に基づく都市緑地として開設された。1982年に『新東京百景』として選定された竹林、2003年に東京都環境局から『東京の名湧水57選』に選定された湧水源がある。面積は3600平方メートル。
- 小山台遺跡公園
- 六仙公園（暫定開放中、現在造成中）
- 滝山公園
- 白山公園

## 市内の主要商業施設
- ショッピングセンター

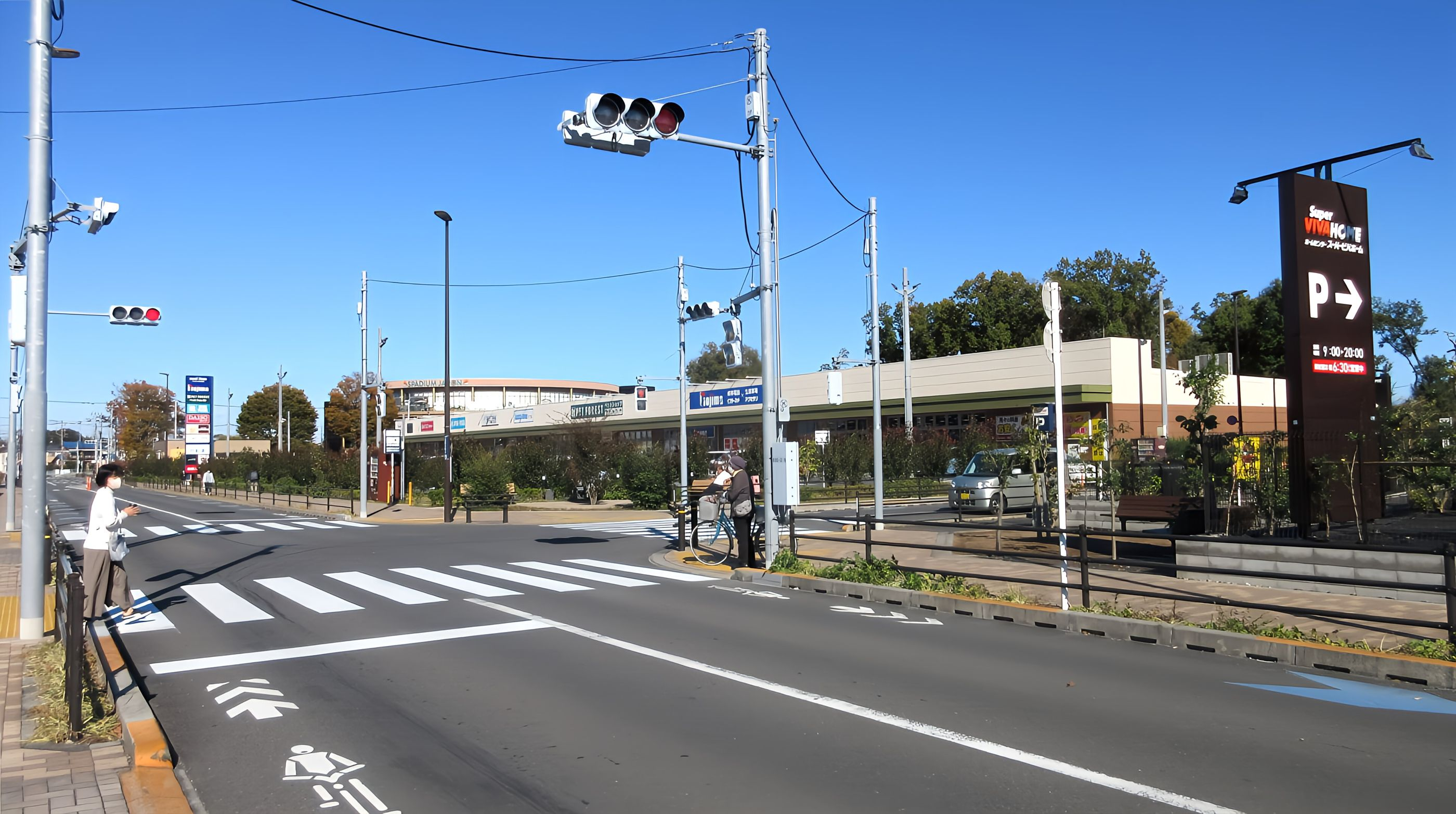
アクロスプラザ東久留米店(ノジマ電気ほか)

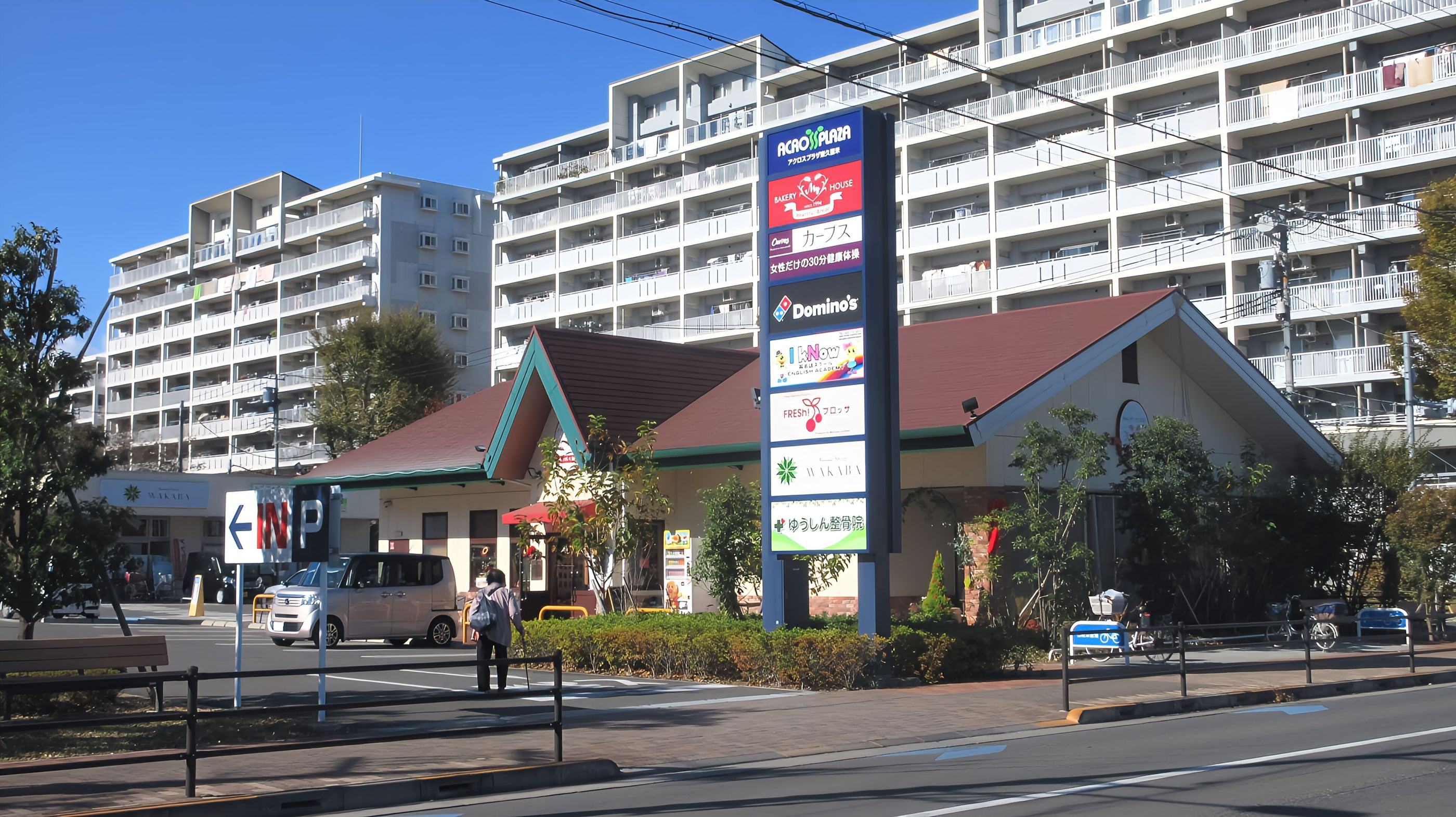
アクロスプラザ東久留米店(ドミノピザほか)

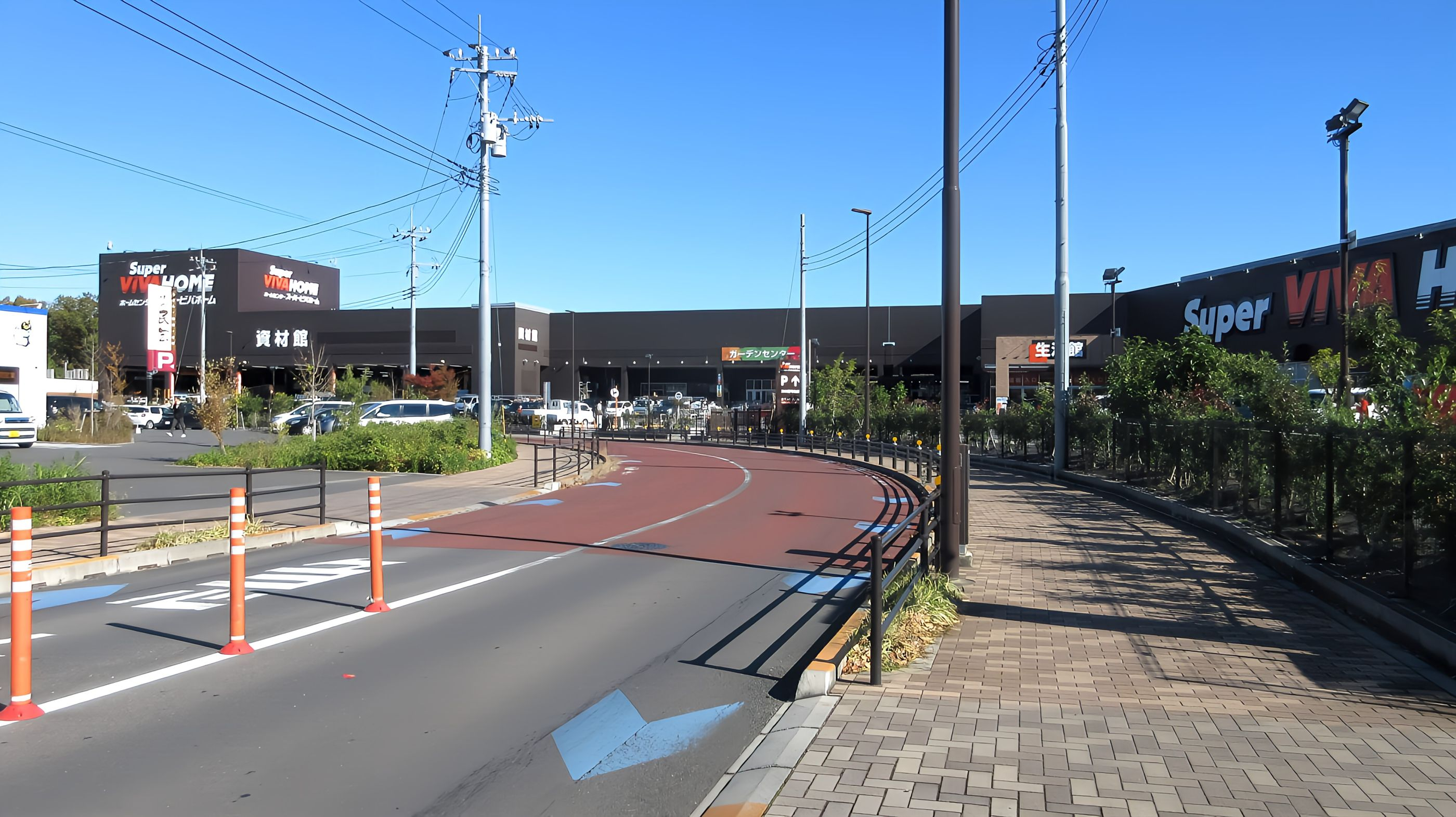
スーパービバホーム東久留米店

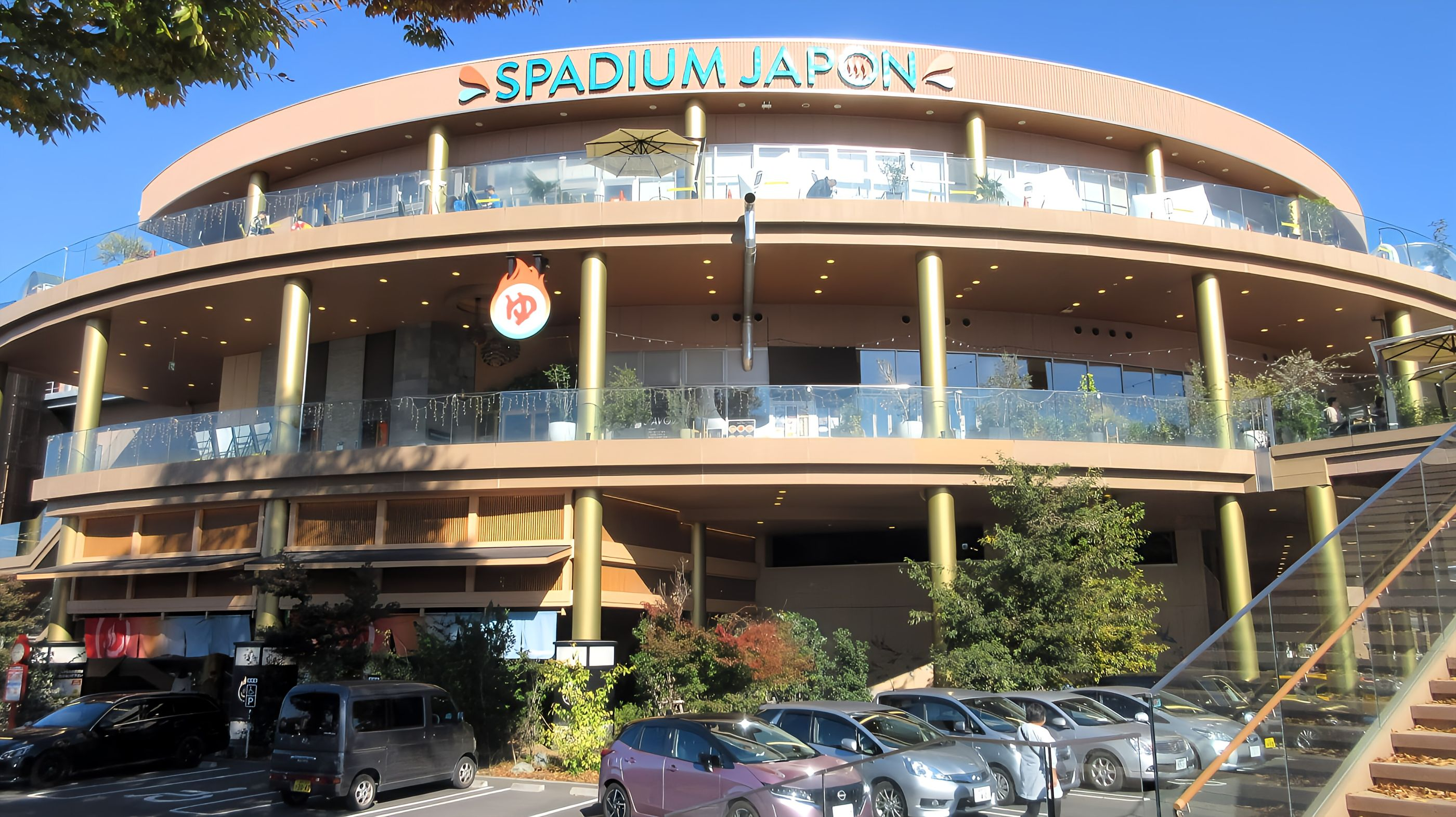
スパジアムジャポン

  - 東久留米ショッピングセンター QURUNE（クルネ）
  - イオンモール東久留米[54]（イオン東久留米店[55]） - 南沢五丁目。売り場面積2万8000平方メートル[56]・総床面積8万5000平方メートル[57]
  - アクロスプラザ東久留米
- 食料品
  - イトーヨーカドー 東久留米店（現在の店は2代目）
  - 西友 （市内2店舗、東久留米店、滝山店）
    - （市境界線上に立地：西友ひばりが丘団地店）
（同店所在地は西東京市ひばりが丘であるが、立地上は東久留米市と西東京市の市境界線上に所在）

  - マルエツ 東久留米店
  - マルフジ 東久留米店
  - オザム 下里店
  - スーパーヤマザキ 東久留米東口店（山崎製パングループの食品スーパー）
    - スーパーヤマザキ 西久留米店（2018年10月閉店）
    - スーパーヤマザキ 東久留米西口店（2022年5月閉店）
    - スーパーヤマザキ 滝山店（2022年8月閉店）

  - ビッグ・エー（24時間営業のスーパー 市内3店舗）
  - ヤオコー東久留米滝山店（ザ・プライス滝山店の跡地に2020年1月24日建て替えオープン）
    - イトーヨーカ堂滝山店→ザ・プライス滝山店（2018年2月閉店）
- 電化製品
  - ヤマダデンキ テックランド 東久留米野火止店（QURUNE内、東久留米前沢店を移転）
  - ケーズデンキ 東久留米店
  - ノジマ （市内2店舗、アクロスプラザ東久留米店、東久留米滝山店）
    - コジマ New東久留米店（2017年2月閉店）
- ホームセンター
  - 島忠 小平店
  - コーナンドイト 東久留米店
  - ケーヨーデイツー 東久留米南町店
  - スーパービバホーム東久留米店
- 衣料品
  - ユニクロ 東久留米クルネ店（東久留米店を移転）
- 温浴施設　
  - スパジアムジャポン

## 東久留米を舞台とする作品
- 河童のクゥと夏休み：2007年7月公開のアニメ映画。原作は東久留米市を舞台としているわけではないが、原作者木暮正夫が東久留米市に住んでいたことがきっかけとなり、アニメでの設定として東久留米市が舞台となった。映像の中では、実在する街並みがそのまま描写されているシーンも数多く見ることができる。また市内には、河童にまつわる伝説が多く残されており、今回のアニメ映画とともに街の活性化を狙っている。市ではもう一つの舞台で、同じく河童に縁のある遠野市との交流も行っている[58][59]。

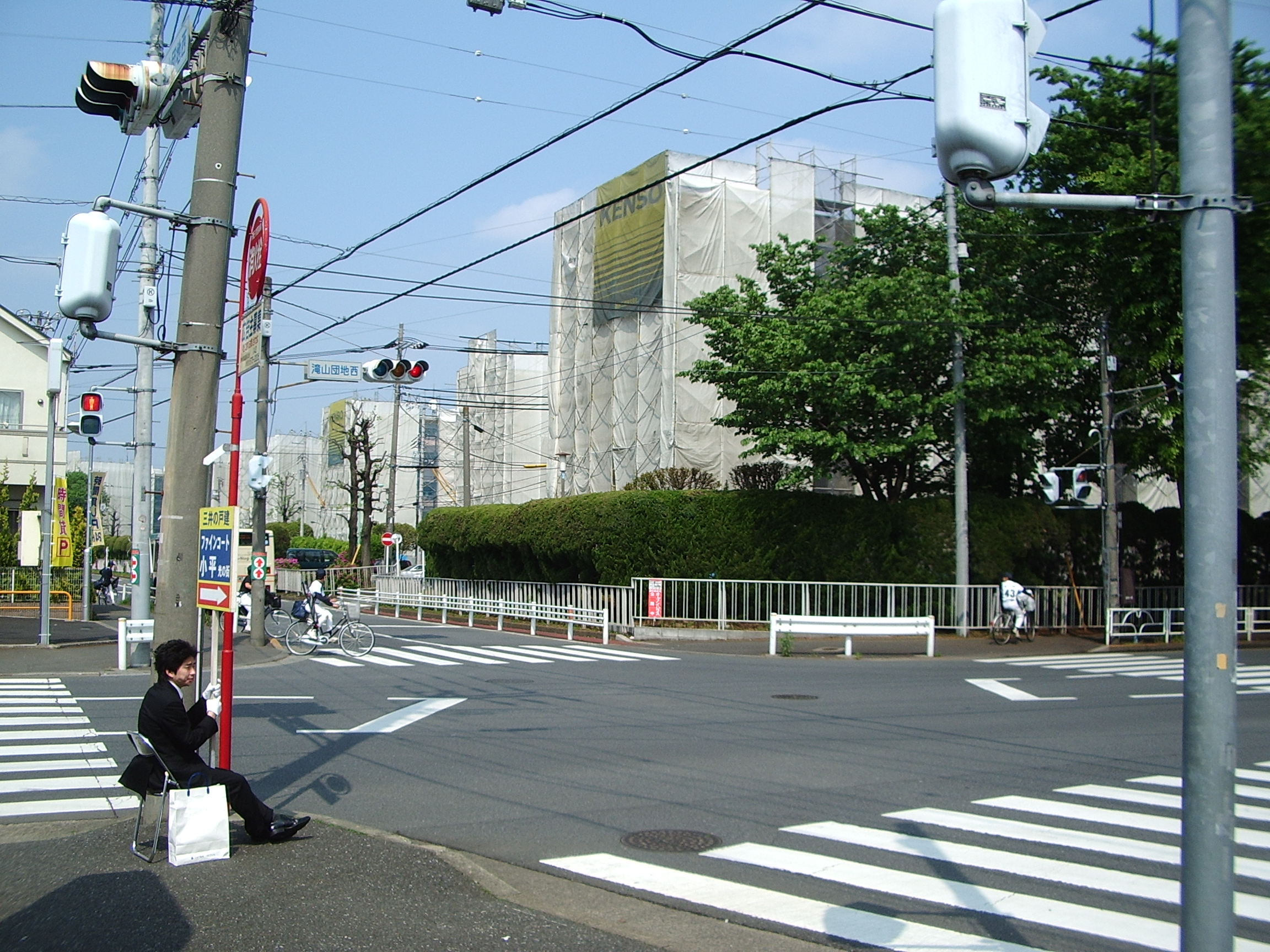
滝山団地

- 滝山コミューン一九七四：2007年5月、講談社発行。政治学者・政治思想史家の原武史が東久留米市立第七小学校時代に受けた集団主義の教育を、今日の観点から回想した。2008年度講談社ノンフィクション賞受賞。
- 大きい1年生と小さな2年生：1970年、偕成社発行。2014年3月にアニメミライ出品作として劇場公開・アニメ化。主人公まさやが怖くて通れなかった「くらいさかみち」のモデルといわれているのが堂坂。
- 東のくるめと隣のめぐる：2015年、角川書店発行。我孫子祐の漫画。
- 縁のある作品
  - めぞん一刻：作品の舞台「時計坂」として、東久留米駅北口駅舎や商店街、黒目川などの市内の様子をモデルにした風景が出てくる[60][61]。ただし、「一刻館」の所在地を東京都練馬区とする原作の描写も存在する（61話に一刻館の住所を書いた手紙が登場する）。
- ジャンボコッコの伝記：小学館（1979年2月発売）、さねとう あきら【作】/福田 岩緒【絵】。東久留米市立第七小学校が舞台の実話をもとにした創作児童文学。
- 「天久鷹央」シリーズ：知念実希人による小説（2014年10月 -）。主な舞台である「天医会総合病院」が東久留米市に存在する設定。

## 東久留米市の関連人物

### 出身人物
- 赤松健 - 漫画家
- 阿久津陽一郎 - 俳優、劇団四季所属。
- 朝吹まり - 漫画家
- 菖蒲菜月 - 女優
- 勇静華 - 女優
- 川村あんり - モーグル選手
- 郷野聡寛 - 総合格闘家
- 国分太一 - タレント（TOKIO）
- 斉木洋子 - フリーアナウンサー
- 三遊亭天どん - 落語家
- 三遊亭遊子 - 落語家
- 椎名へきる - 声優、歌手
- シン・チクワマン - お笑い芸人（旧名・こ小糸チクワ）
- soulJa - ミュージシャン
- 中山忍 - 女優
- 蜷川実花 - 写真家、映画監督
- 羽仁知治 - ミュージシャン
- パパイヤ鈴木 - ダンサー
- 樋口武大 - 男性総合格闘家。第2代・第4代THE OUTSIDER 60-65kg級王者。
- ヒライハルキ（平井遥樹）- ミュージシャン（The Birthday）
- 廣瀨隆太 - 野球選手（福岡ソフトバンクホークス）
- 深澤大輝 - サッカー選手
- 藤森祥平 - TBSアナウンサー
- 松原隆二 - シンガーソングライター
- ムータン - AV男優、生まれは田無市
- 矢野聖人 - 俳優、モデル
- 吉川ひなの - 女優、モデル
- 吉川プリアンカ - ミスワールド2016日本代表・モデル

### 縁のある人物
- 手塚治虫 - 漫画家。逝去時に本市在住[注釈 3]。本市の成人式において講演を行ったことがある（1983年）。
- 高橋留美子 - 漫画家。出身は新潟市だが、上京後に本市に在住していたことがある。『めぞん一刻』の「時計坂」は本市内をモデルにしており、「時計坂駅」も東久留米駅がモデルである。
- 蜷川幸雄 - 演出家。生前に本市在住[62]。蜷川実花の父。
- 志村けん - タレント。東京都立久留米高等学校卒。サッカー部。
- ゆいP - 芸人。東京都立久留米高等学校卒。テニス部。
- 中村憲剛 - サッカー選手。川崎フロンターレ所属、日本代表選手。東京都立久留米高等学校卒。
- 阿部拓馬 - サッカー選手。FC琉球所属。東京都立久留米西高等学校卒。
- 原日出子 - タレント。東京都立久留米西高等学校卒。
- 真島昌利- THE BLUE HEARTS、THE HIGH-LOWS、ザ・クロマニヨンズのギター。東京都立久留米西高等学校卒。
- 綾小路きみまろ - 漫談家。個人事務所が市内下里に存在する。自身は山梨県に在住。
- HI-D - ミュージシャン（R&B）。東京都立久留米西高等学校卒。
- 上松秀実 - 大門中学校卒。
- 木暮正夫 - 児童文学作家（上記参照）。逝去時に本市在住。
- 古田足日 - 児童文学作家。逝去時に本市在住。
- 坪田譲治 - 児童文学作家。逝去時に本市在住。また三男の坪田理基男も本市在住の児童文学作家。
- 田畑精一 - 挿絵画家。古田との共作が多い。
- Fullmember - ミュージシャン。本市在住。
- オトノ葉Entertainment - ミュージシャン。本市在住。MCべんきちは第五小学校、南中学校卒である。
- 来生たかお - シンガーソングライター・作曲家。本市在住。
- SoCo - 関西で活動するラジオパーソナリティ。10代後半に大阪から単身上京し市内に住んでいた[63]。
- 木山裕策 - 歌手。本市在住[64]
- DJ松永 - Creepy NutsのDJ担当。出身地は新潟だが、上京後に4年間在住していた。[65]